# 데얀 스토야노비치
데얀 스토야노비치(세르비아어:  Дејан Стојановић, 1993년 7월 19일, 펠트키르히 ~ )는 세르비아 출신의 오스트리아의 축구 선수로, 현재 2. 분데스리가의 FC 장크트파울리에서 뛰고 있다.